# Bokolmayo
Bokolmayo (en somali : Boqolmayo[réf. souhaitée]) est un woreda du Sud de l'Éthiopie situé dans la zone Liben de la région Somali. Ce district récent reprend la partie nord de son voisin Dolo Odo.
Le district est bordé par les rivières Dawa et Ganale Dorya. Son centre administratif se trouve 90 km au nord de Dolo sur la route en direction de Filtu.
Il abrite les camps de réfugiés de Bokolmanyo (33 508 personnes), Kobe (39 479 personnes) et Melkadida (44 308 personnes),.
Il est habité en quasi-totalité par des Somalis.
Le sous-clan Abrisha du clan Degoodi (en) y est majoritaire.
C'est le centre du clan Degoodi et la résidence de son chef, le wabar Abdille.[réf. souhaitée]
Sa population est estimée à près de 110 000 personnes dont 40 % sont des éleveurs, 20 % sont des agropasteurs, 20 % sont des agriculteurs et 20 % sont des citadins selon l'agence centrale de la statistique d'Éthiopie.[réf. à confirmer]
Connu sous le nom de Bokolmay, Bokol May, Bokol Mayo, Bogol Manyo ou Bogol, le chef-lieu compte 7 517 habitants au recensement national de 2007.